# Porto de Ana Chaves
Der Porto de Ana Chaves oder Porto de São Tomé (dt.: Hafen von Ana Chaves / São Tomé) ist ein Seehafen in São Tomé und Príncipe, bei der Stadt São Tomé im Distrikt Água Grande. Er ist verbunden mit der Festung Forte de São Sebastião und dem Stadtviertel Ponta Mina im historischen Zentrum der Hauptstadt. Der Hafen ist Teil der Baía de Ana Chaves, die vom Atlantischen Ozean durch die Landzungen Diogo Nunes (Ponta Gâmboa) und São Sebastião abgetrennt wird.
Die wichtigsten Verkehrsanbindungen sind die Straßen Marginal 12 de Julho und Marginal Ana Chaves.
Zusammen mit den Häfen Porto de Santo António do Príncipe (Pagué) und Porto de Neves (Lembá) bildet der Hafen die bedeutendsten Hafenanlagen des Landes. Es ist der größte und verkehrsreichste Hafen des Landes und der einzige mit mittlerem Tiefgang. Aufgrund von Bauarbeiten im Hafenbecken hat der Hafen einen Teil der Anlegestellen mit größerem Tiefgang verloren.

## Geschichte
Aufgrund seiner Lage spielt der Hafen eine entscheidende Rolle für die Besiedlung und die Unabhängigwerdung des Landes; seine Gründung 1493 fiel zusammen mit der Erstbesiedlung des Landes, aber erst ab 1950 wurde der Hafen strukturiert ausgebaut und sukzessive für de steigenden Frachtbedarf umgebaut. Der letzte größere Umbau wurde 2009 durchgeführt, unter der Federführung des angolanischen Staatsunternehmens Sonangol (Mineralölunternehmen).

## Verwaltung
Der Hafen gehört der Regierung von São Tomé und Príncipe, welche durch die Aktiengesellschaft Empresa Nacional de Administração dos Portos (Enaport) für die Verwaltung zuständig ist. Enaport wurde gegründet, um die Frachtterminals und Passagierterminals zu betreiben. 2009 war die Firma verantwortlich für 70 % der Staatseinnahmen. Aufgrund hoher Schulden wurde jedoch ein 2019 ein Insolvenzverfahren eingeleitet und die Gesellschaft wurde für 10 Jahre mit Hypotheken belastet. Ein Teil der Verluste entstand durch die Erwerbung des Schiffes „Liberdade“, dessen schlechter Erhaltungszustand ständige Reparaturen notwendig machte.